# Frasco (Tesino)
Frasco es una comuna suiza del cantón del Tesino, localizada en el distrito de Locarno, círculo de Verzasca. Limita al norte con la comuna de Chironico, al noreste con Giornico, al este con Personico, al sur con Lavertezzo y Cugnasco-Gerra, y al oeste con Sonogno.